# 南沙区公共汽车干线系统
南沙区公共汽车干线系统，是广州市南沙区公交路线系统的一部分，目前由五条线路组成，其中南沙G5路由广州南沙交通发展有限公司运营，其余线路由广州公交集团南沙巴士有限公司运营。
在《南沙新区2017年第一批区内公共汽车线路优化提升方案》中，南沙区的公交路线系统包括快线、干线、普线和支线四个部分，其中的干线系统提供蕉门河中心区与区内重要交通枢纽、镇街中心、重要发展区之间的大站快线或中远距离接驳服务，车辆车身以“科技蓝”为底色，将“海上丝路”抽象提升后作为公交两侧装饰线条，并辅以海鸥点缀，突显滨海特色。

## 南沙G1路
南沙G1路的前身为2011年4月1日开通的南沙23路。2017年12月28日，配合凤凰一、二、三桥的全线贯通，南沙23路优化提升为公共汽车干线，变更路号为南沙G1路。
2021年9月30日起，南沙G1路开通短线，每周五 15:30 - 18:30 由广州外国语学校直达横沥地铁站，每周日 17:10 由横沥地铁站开出一班直达广州外国语学校。

## 南沙G2路
南沙G2路的前身为2011年12月8日开通的南沙26路（万顷沙公交站——黄阁公交总站），其在地铁18号线开通前为万顷沙镇接驳地铁4号线的重要线路。
2017年12月28日，配合凤凰一、二、三桥的全线贯通，南沙26路优化提升为公共汽车干线，变更路号为南沙G2路，沿途串联起庆盛枢纽、蕉门公交总站、明珠湾起步区和珠江产业园，重点强化庆盛对外交通枢纽、蕉门河中心区与南部重要发展区的快速公交联系；线路北起高铁庆盛站，经市南路、凤凰大道和灵新大道，南至万顷沙公交站，服务时间为 7:00 - 19:00，高峰期不大于15分钟/班，平峰期不大于20分钟/班。
2018年8月11日起，南沙G2路大幅增加停靠站点，同时服务时间延长为 7:00 - 20:00；
2021年9月26日起，配合地铁18号线开通，南沙G2路增加停靠横沥地铁站和灵山岛站。
2022年6月6日起，南沙G2路的服务时间延长为 6:30 - 21:00；同年8月22日起，配合香港科技大学（广州）启用，线路北侧首末站由高铁庆盛站调整为香港科技大学（广州）站。
2024年7月10日起，南沙G2路北端截短至蕉门公交总站，同时双向增加停靠“广东省中医院南沙医院”站。

## 南沙G3路
2017年12月28日，配合黄榄干线的全线贯通，南沙G3路开通，沿途串联起榄核镇政府、灵山二中、黄阁地铁站和南沙区行政服务中心，重点强化蕉门河中心区与北部镇街的快速公交联系，减少北部镇街对番禺市桥的依赖性；线路北起榄核公交总站，经297县道、黄榄干线和市南路，南至蕉门公交总站，服务时间为 6:30 - 21:30，高峰期不大于15分钟/班，平峰期不大于20分钟/班。
2021年9月26日起，配合地铁18号线开通，南沙G3路取消行经细沥立交和南沙大道，改经111省道和亭角大桥，相应取消停靠蕉门公交总站，增加停靠高新沙路口站、灵山医院站、墩塘村站、蕉门地铁站（区政府）站、南沙体育馆站和横沥地铁站公交总站。
2022年6月6日起，南沙G3路的服务时间延长为 6:30 - 22:50。

## 南沙G4路
2017年12月28日，配合凤凰一、二、三桥的全线贯通，南沙G4路开通，沿途串联起横沥镇中心区、明珠湾起步区、蕉门公交总站和南沙街，重点强化蕉门河中心区、南沙街与西部横沥镇的快速公交联系；线路北起虎门轮渡码头总站，经进港大道、凤凰大道、111省道和合兴路，南至横沥镇新兴村，服务时间为 6:30 - 21:30，高峰期不大于15分钟/班，平峰期不大于20分钟/班。
2021年9月26日起，配合地铁18号线开通，南沙G4路增加停靠横沥地铁站和灵山岛站。
2022年6月6日起，南沙G4路取消行经合兴路，改经环市大道中、黄阁南路和横沥中路，相应取消停靠万科府前花园站、蕉门地铁站（区政府）站和南沙牌坊站，增加停靠义沙村站、中山大学附属第一（南沙）医院站、南沙体育馆站、黄阁南路站、南沙中心医院西门站、蕉门河社区服务中心站、万达广场站和市民广场站，同时服务时间延长为：新兴村委站 6:30-23:00，虎门轮渡码头总站 6:00-22:00。

## 南沙G5路
配合地铁18号线开通，南沙G5路于2021年9月26日正式开通，服务时间为 6:00 - 23:50，发班密度为不大于20分钟/班。线路从蕉門地鐵站（区政府）站出发，沿鳳凰大道行駛，经凤凰一桥和凤凰二桥，抵达橫瀝地鐵站公交总站，返程路线大致相同，沿途停靠蕉門地鐵站（区政府）站、万科府前花园站、南沙体育馆站、灵山岛站和橫瀝地鐵站公交总站，實現了南沙城區與明珠灣區，以及地铁4号线和18号线的快速接駁。